# A Bigger Splash
A Bigger Splash (prt: Mergulho Profundo; bra: Um Mergulho no Passado) é um filme ítalo-francês de 2015 dirigido por Luca Guadagnino, roteirizado por Alain Page e David Kajganic e estrelado por Tilda Swinton, Matthias Schoenaerts, Dakota Johnson e Ralph Fiennes. Foi indicado ao Leão de Ouro do Festival de Veneza em 2015.

## Sinopse
A estrela do Rock Marianne Lane (Tilda Swinton), e seu namorado Paul (Matthias Schoenaerts), um jovem fotógrafo, estão de férias na ilha italiana de Pantelleria, quando recebem a visita inesperada do velho amigo Harry (Ralph Fiennes), e de sua filha Penelope (Dakota Johnson), criando tensão e ciúmes para todos os envolvidos.

## Elenco
- Tilda Swinton como Marianne Lane
- Matthias Schoenaerts como Paul De Smedt
- Ralph Fiennes como Harry Hawkes
- Dakota Johnson como Penelope Lanier
- Lily McMenamy como Sylvie
- Aurore Clément como Mireille
- Elena Bucci como Clara
- Corrado Guzzanti como Maresciallo dei Carabinieri

## Recepção
No Rotten Tomatoes, o filme tem uma média de 83%, baseado em 12 criticas, com uma nota média de 7,9/10. No Metacritic, o filme tem uma nota de 74/100, baseado em 9 críticas, indicando "críticas geralmente favoráveis".

### Prêmios e indicações
| Prêmios                | Prêmios                      | Prêmios                   | Prêmios   |
| Premiação              | Categoria                    | Recipientes and indicados | Resultado |
| ---------------------- | ---------------------------- | ------------------------- | --------- |
| 72º Festival de Veneza | Leão de Ouro                 | Luca Guadagnino           | Indicado  |
| 72º Festival de Veneza | Green Drop Award             | Luca Guadagnino           | Indicado  |
| 72º Festival de Veneza | Soundtrack Stars Award       | A Bigger Splash           | Venceu    |
| 72º Festival de Veneza | Best Innovative Budget Award | Luca Guadagnino           | Venceu    |